# Al-Watan-Partei (Tunesien)
Die al-Watan-Partei (arabisch حزب الوطن, DMG Ḥizb al-Waṭan, französisch Parti Al Watan; das arabische Wort al-Watan kann mit „Vaterland“, „Heimatland“ oder „Nation“ übersetzt werden) war eine tunesische politische Partei mit zentristischer Tendenz.

## Geschichte
Die Gründung der Al-Watan-Partei wurde am 19. Februar 2011 angekündigt, ihre offizielle Zulassung erfolgte am 9. März des gleichen Jahres.
Sie wurde nach der Tunesischen Revolution durch Persönlichkeiten aus früheren Ministerkreisen gegründet, darunter Mohamed Jegham und Ahmed Friaâ. Letztere stammen aus den Reihen der Konstitutionellen Demokratischen Sammlung (RCD) des gestürzten Präsidenten Zine el-Abidine Ben Ali. Am 13. Juni kündigte Friaâ seinen Austritt aus der Partei an, nachdem er in der Kritik stand und als Hindernis für den Fortschritt der Partei bezeichnet wurde.
Die Al-Watan-Partei erlebte daraufhin einen Konflikt zwischen Jegham und Mohamed Béchir Mehalla. Beide organisierten einen außerordentlichen Kongress und proklamierten sich als legitimer Generalsekretär. Bei der Wahl zur Verfassunggebenden Versammlung im Oktober 2011 verbündete sich Jegham mit der Parti réformiste destourien und der Parti de l’avenir innerhalb des Listenkaders einer Nationalen Union, welche allerdings keine Sitze erhielt; Mehalla präsentierte hingegen eine unabhängige Liste in Monastir unter dem Namen Assedq (Aufrichtigkeit), welche nur sehr wenige Wählerstimmen erhielt.
Jegham kündigte am 5. Dezember 2011 die Gründung einer neuen Partei mit dem Namen Freies Vaterland an, dessen Vorsitz er übernimmt. Dies geschah infolge massiver Parteiaustritte und der Gründung einer neuen Formation vieler ausgetretener Mitglieder unter dem Namen Al Watan.